# Bosque del Cedro Gouraud
Bosque del Cedro Gouraud es un área de boscosa en la Cordillera del Atlas Medio parte del país africano de Marruecos. Este bosque recibió ese nombre de por oficial del ejército francés. El bosque se encuentra a lo largo de la carretera de Azrú a Ifrane. El bosque es notable como hábitat para una sub-población de macacos de Berbería, Macaca sylvanus.